# Czornomorśke (obwód odeski)
Czornomorśke (ukr. Чорноморське) – osiedle typu miejskiego na Ukrainie, w obwodzie odeskim, w rejonie odeskim.
Osiedle położone nad Morzem Czarnym na wschód od Odessy. Do 1978 pod nazwą Hwardijśke, w tym samym roku otrzymało status osiedla jak i obecną nazwę.